# Contiweb
Contiweb is een internationaal opererend Nederlands bedrijf en is fabrikant van gespecialiseerde apparatuur voor de grafische industrie, verpakkingssector en convertingmarkt. (In de papierindustrie verwijst "converting" naar het proces waarbij grote rollen papier of karton worden omgezet (oftewel "geconverteerd") in eindproducten die klaar zijn voor gebruik of verkoop). Het hoofdkantoor is gevestigd in Beugen, Noord-Brabant. 

## Geschiedenis
In 1978 startten oud-medewerkers van Stork een verkoopkantoor van rollenwisselaars in Lausanne, Zwitserland.
Als naam werd "Contiweb" bedacht dat is afgeleid van "CONTInuous WEB", een verwijzing naar de non-stop auto-splicers (= apparaten die automatisch twee rollen (film, tape, papier, enz.) aan elkaar hechten zonder de machine te hoeven stoppen) die het bedrijf als eerste productlijn had ontwikkeld. De productie van deze rollenwisselaars machines werd uitbesteed aan Stork Boxmeer. 
 Vier jaar later, in 1982, nam Stork alle activiteiten van Contiweb over. 
In 1993 besloot Stork vanwege tegenvallende resultaten van hun dochter samenwerking te zoeken met het Amerikaanse bedrijf Baldwin Technologie.. Omdat ook dat uiteindelijk niet de oplossing bleek verkocht Stork in 1996 haar dochter Contiweb aan het Duitse concern Heidelberger Druckmaschinen. 

Dit bedrijf verkocht in 2004 zijn gehele web offset-divisie aan Goss International. 
Het nieuwe moederbedrijf Goss kocht in 2011 vervolgens het Duitse Vits Print en verplaatste de productie naar de Contiweb site in Boxmeer  

Tussen 2018 en 2020 vonden verschillende fusies en overnames plaats waarbij Contiweb uiteindelijk eigendom werd van H2 Equity Partners.. Op het moment dat de resultaten al tegenvielen trof de coronacrisis het bedrijf en een noodgedwongen reorganisatie volgde waarbij een deel van de werknemers eind 2020 ontslagen werd.  In 2022 nam Contiweb het Duitse WS Print over maar verkocht dat weer in 2025 aan DC DruckChemie. 

Contiweb verhuisde in 2023 naar een nieuw pand in Beugen en besloot zich sterker te richten op de verpakkingsmarkt.

## Activiteiten en producten
Het bedrijf ontwikkelt technische oplossingen voor continue productieprocessen, waaronder non-stop auto-splicers, droog- en koelsystemen en nabewerkingsapparatuur. Afnemers zijn o.a. Canon, HP en Ricoh. Maar ook spelen de ontwikkelde machines een rol in de productie van void paper, een milieuvriendelijk opvulmateriaal dat gebruikt wordt in pakketjes van bedrijven zoals Bol en Amazon. 
Producten zijn onder meer:
- Non-stop unwinders en rewinders, dit zijn  automatische rollenwisselsystemen voor continue productie zonder handmatige rolwissels, inzetbaar in web offset, web inkjet, drukpersen, sheetfed offset en packaging/converting.
- Droogsystemen voor rotatieoffsetdrukkerijen.[11]
- Remoistening- en coatingapparatuur voor verbetering van papiereigenschappen.